# Arnošt Košík
Arnošt Košík (13. května 1920 Nové Město na Moravě – 6. ledna 1990 Praha) byl český sochař.

## Životopis
V letech 1935–1942 studoval na reálce v Novém Městě na Moravě. Poté následovala studia na sochařsko-kamenické škole v Hořicích. Následně autor studoval mezi lety 1942–1945 u profesora Jana Laudy na Vysoké škole uměleckoprůmyslové v Praze a v letech 1945–1949 u profesorů Jana Laudy, Jana Wagnera a Karla Pokorného na Akademii výtvarných umění v Praze.
Na začátku své kariéry spolupracoval se sochařem Vincencem Makovským. Od poloviny 60. let se věnoval samostatné tvůrčí činnosti. Jeho díla zahrnovala sochy pro soudobou architekturu a portrétní a figurální plastiku, pro kterou používal beton, kov nebo kámen. Zúčastnil se několika studijních pobytů a cest do Německa, Polska, Alžírska, Itálie, Ruska, Turecka a dalších zemí.

## Dílo
V roce 1952–1953 pracoval jako kamenosochař v ateliéru Otakara Švece na pomníku J. V. Stalina.
V letech 1953–1954 spolupracoval na brněnském pomníku "Vítězství" s Vincencem Makovským.
V roce 1965 společně se sochařem Antonínem Kalvodou vytvořili z pruhů tankových pásů, opotřebovaných ložisek a svařovaného ocelového odpadu nad vchodem do Kulturního domu v Ústí nad Labem reliéf s názvem "Opera a Drama". Autor má za sebou velké množství monumentálních realizací zejména pro své rodiště.
Nejznámějším dílem je abstraktní plastika Fuga, vytvořená v roce 1966.

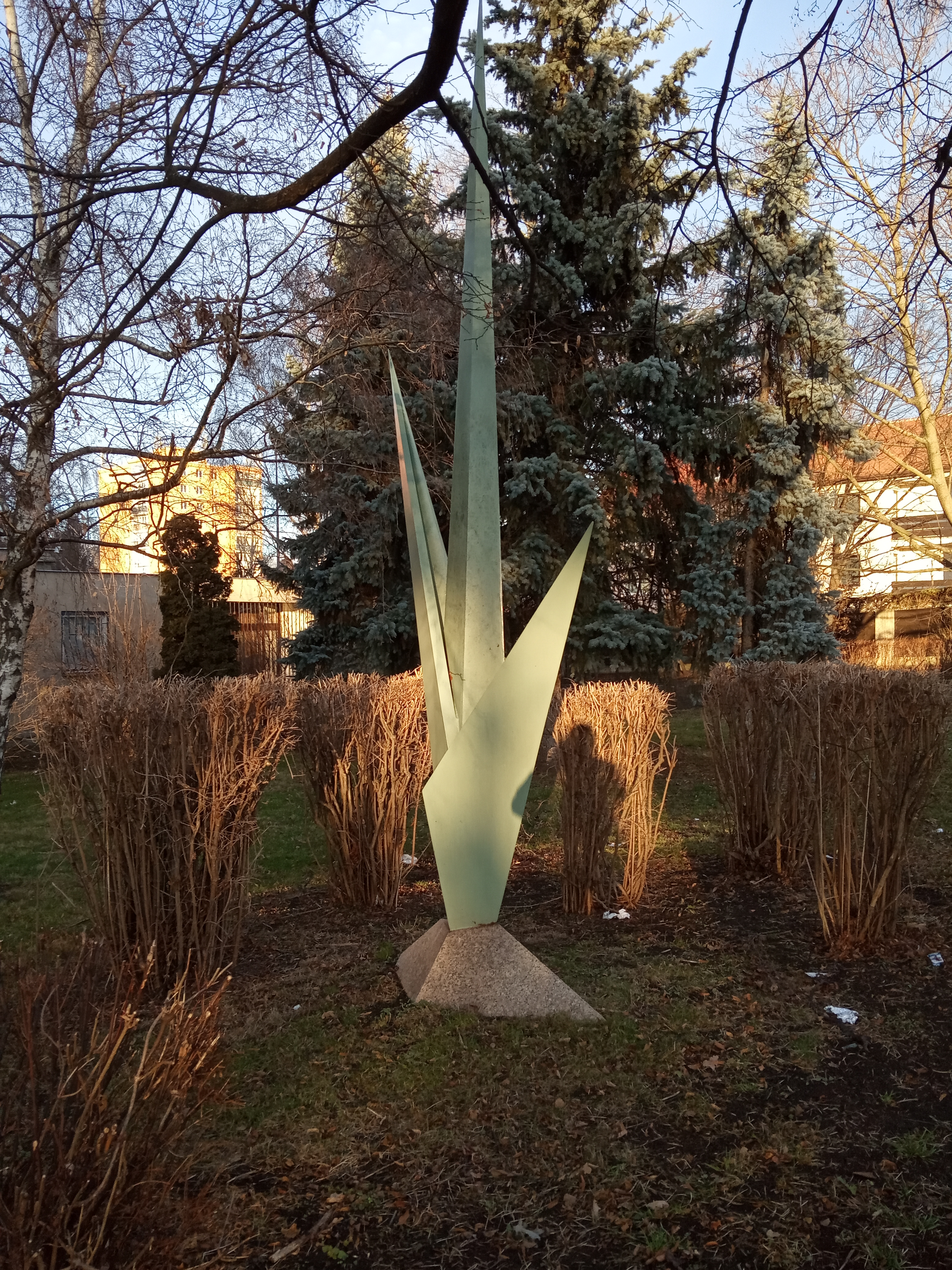
Stvol (1964, Praha - Hloubětín)
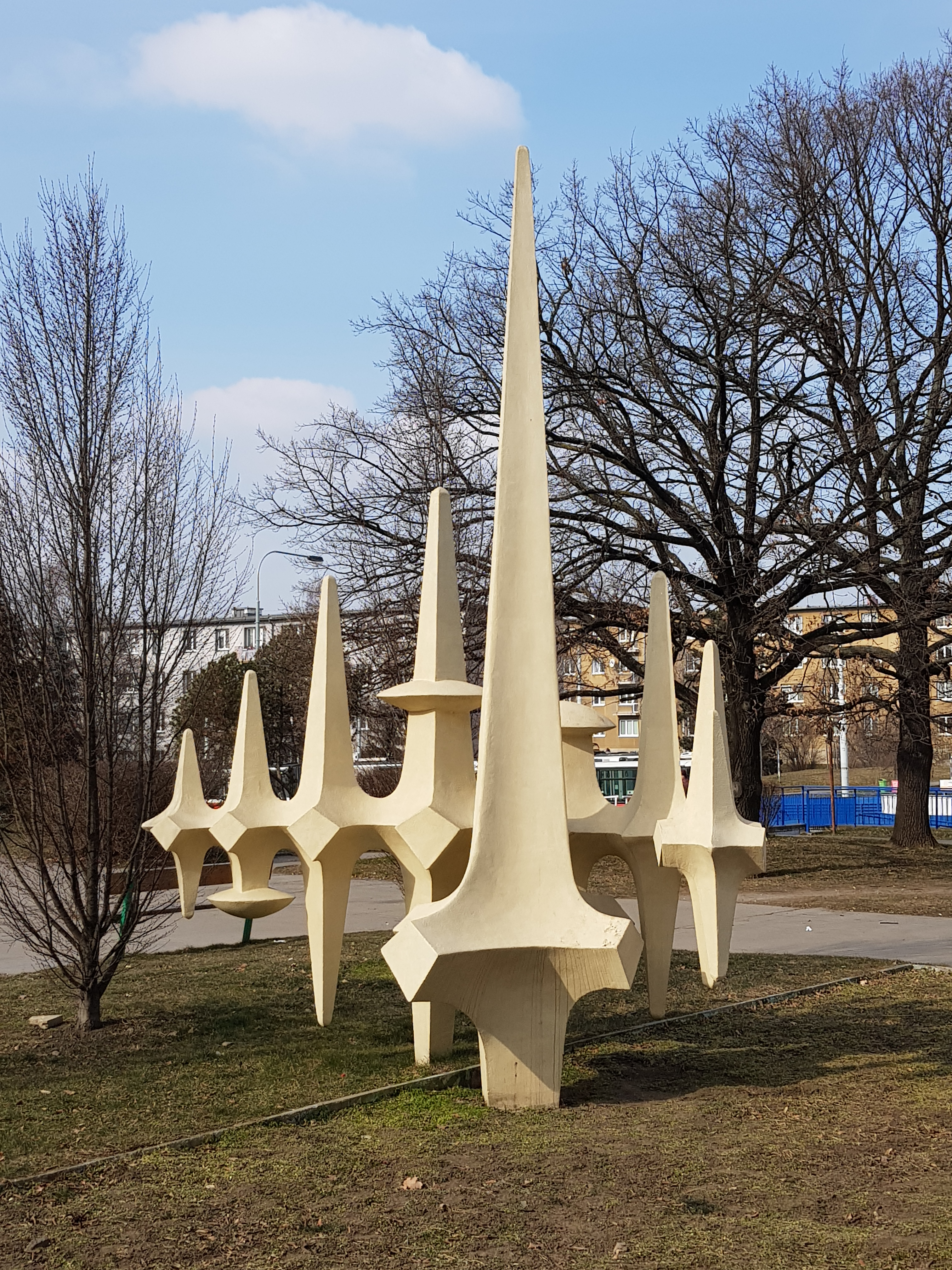
Fuga (1966, Praha - Hloubětín)
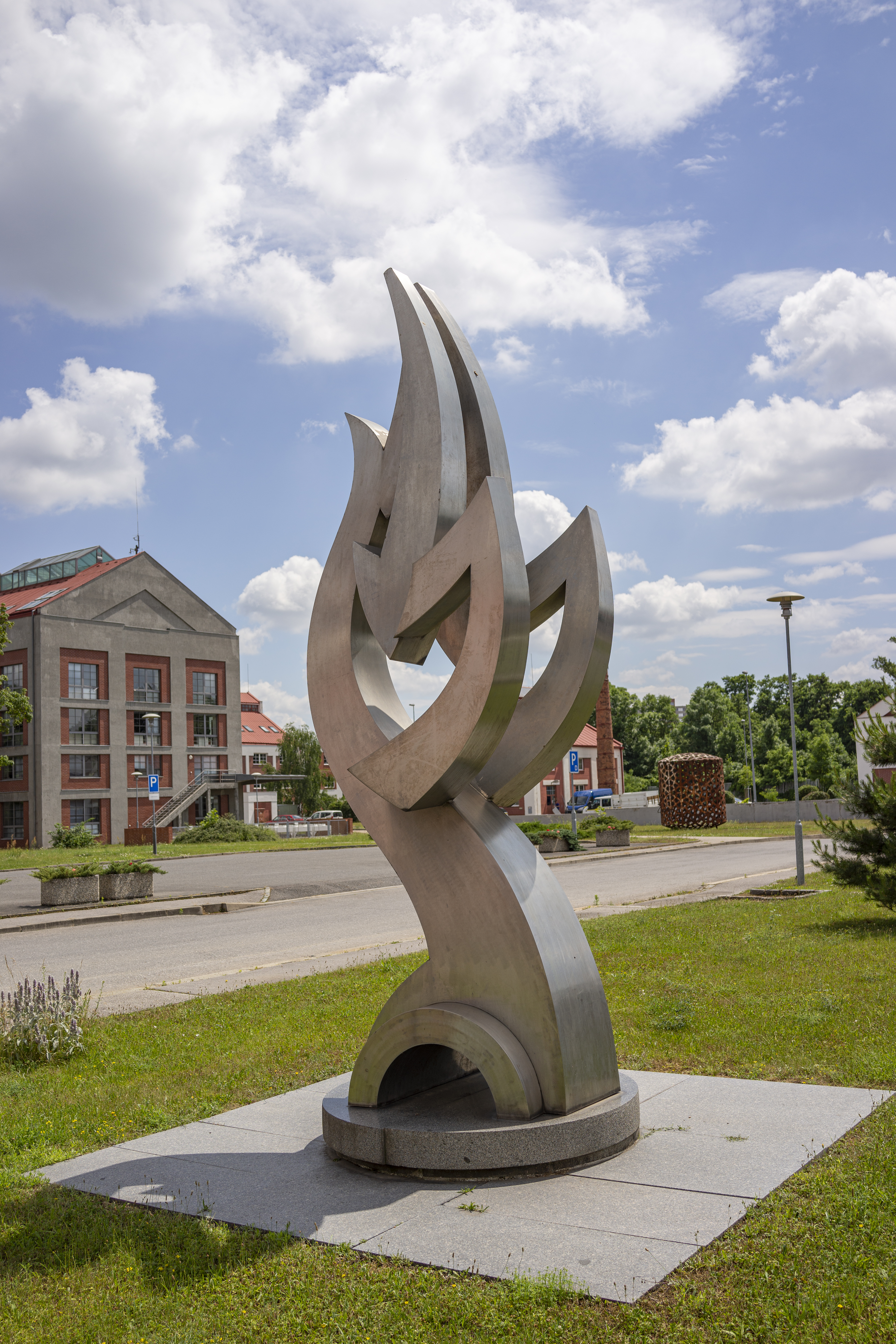
Plamen (1975, Praha - Michle)
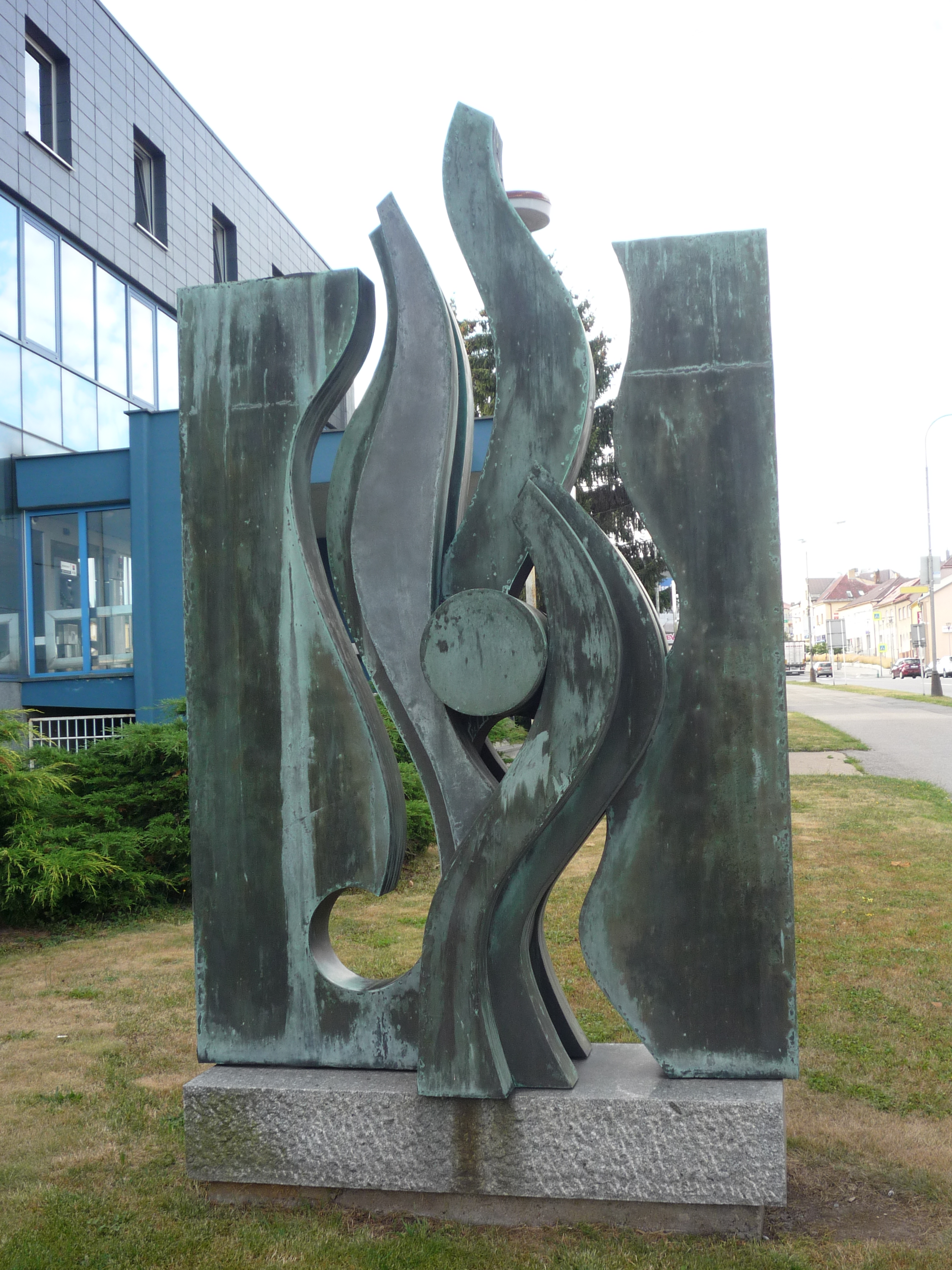
Plameny (1980, Žďár nad Sázavou)